# Sport Club Mackenzie

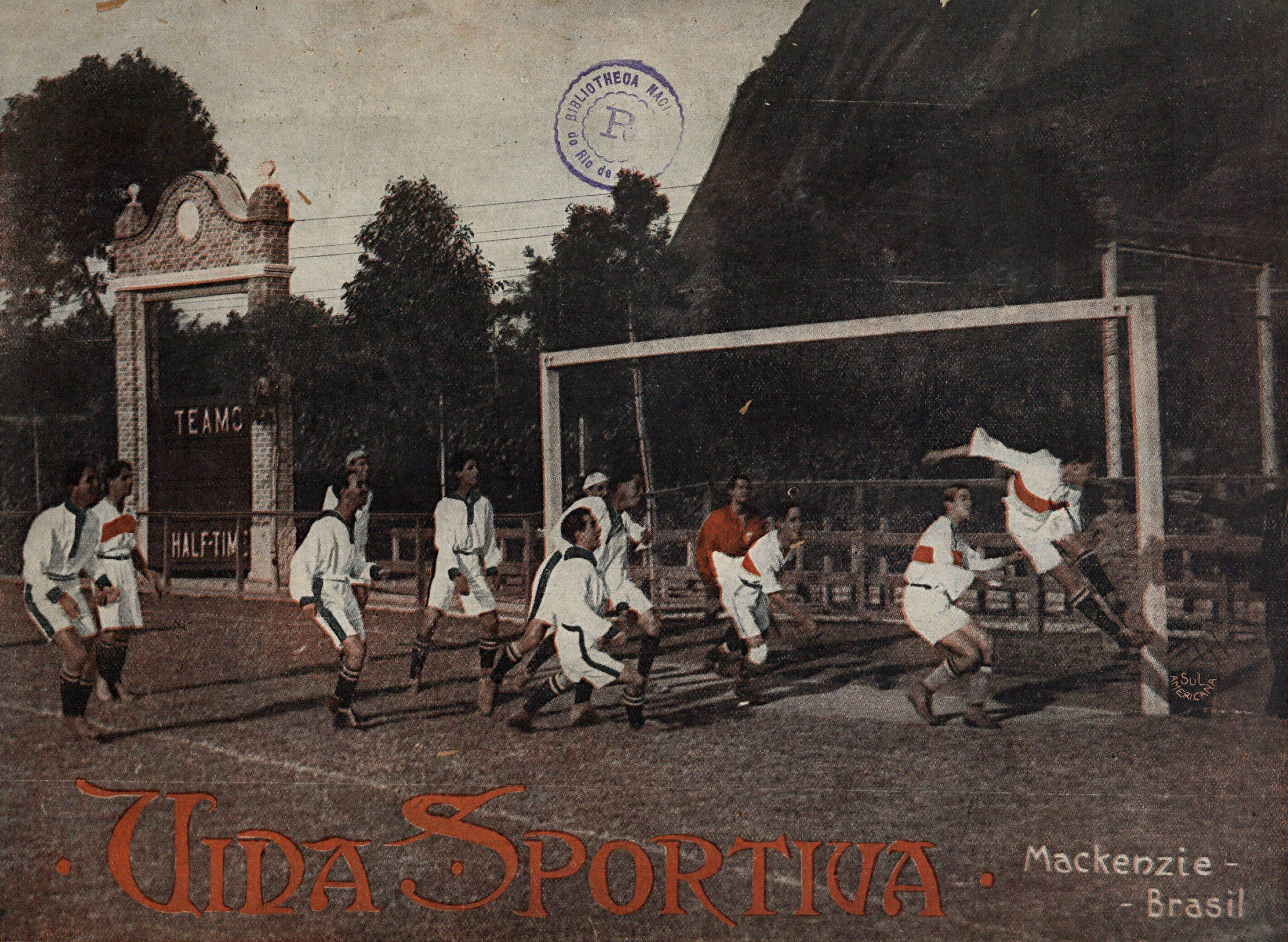
Mackenzie-x-SC Brasil - 1918

Sport Club Mackenzie é uma agremiação esportiva da cidade do Rio de Janeiro, fundada a 15 de março de 1914.

## História
Tem esse nome devido a sugestão de Benjamim Blume, que lembrou da tradicional instituição paulista de ensino que na época chamava-se "Mackenzie College". O nome foi sugerido e aprovado em assembleia.
O clube disputou os Campeonatos Cariocas de 1921-1924, da 1ª Divisão, mas, com o advento do profissionalismo, passou a disputar os certames amadores. Foi fundador da Federação Atlética Suburbana, vencendo o seu primeiro campeonato em 1936, cujo vice foi o Sport Club Abolição.  No início da década de 40 abandonou as competições futebolísticas, passando a se dedicar mais ao futsal. Em 2006, passou a disputar campeonatos de basquete das categorias mirim e infantil.
Suas cores são o preto e o branco. Sua sede social localiza-se no bairro do Méier, na Zona Norte da cidade.

## Títulos

### Estaduais
- Torneio Início do Campeonato Carioca: 1923
- Campeão Carioca da Federação Atlética Suburbana: 1936;

### Campanhas de Destaque
- Vice-Campeonato Carioca da Segunda Divisão: 1931;

### Títulos no Basquete
- Taça Kanela Adulto masculino  1984
- Taça Guanabara Adulto masculino 1978
- Campeonato Estadual Aspirantes masculino 1968
- Campeonato Estadual Juvenil masculino  1974; 1977 e 1980
- Campeonato Estadual Infanto-Juvenil masculino  1970; 1971; 1972; 1977; 1978 e 1979
- Campeonato Estadual Infantil masculino  1960(Torneio Infantil); 1976; 1980 e 1983
- Campeonato Estadual Mirim masculino 1978/1º ; 1978/2º ; 1979 e 1980(Torneios Mirim), 1981; 1982 e 1984
- Torneio Mini masculino  1973 e 1974

### Títulos no Futsal
- Campeonato Metropolitano de Futebol de Salão Adulto masculino  1975
- Campeonato Estadual Juvenil masculino  1969; 1970 e 1973
- Campeonato Estadual Infanto-Juvenil masculino  1972; 1973(Junto ao Carioca); 1974 e 1976
- Campeonato Estadual Infantil masculino  1969; 1970; 1971; 1977; 1978; 1979 e 1980
- Campeonato Estadual Mirim  1981
- Campeonato Estadual Pré-Mirim  1981 e 1991 (Junto a Vasco, Grajaú Tênis e Bangu)
- Campeonato Estadual Fraldinha  1982; 1983 e 1991 (Junto a Vasco, Flamengo e Bangu)

## Fonte
- VIANA, Eduardo. Implantação do futebol Profissional no Estado do Rio de Janeiro. Rio de Janeiro: Editora Cátedra, s/d.